# Slamby
A Slamby magyar alapítású, Magyarországon működő IT kutató vállalat, amely termékei segítségével írott szöveges tartalmak automatikusan dolgozhatók fel.
Eredetileg intelligens gyermekvédelmi szoftver létrehozása volt a fő cél, azonban a cég a nyelvfeldolgozó technológiája előnyeit felismerve komplexebb megoldások fejlesztésébe kezdett. A Slamby néhány hónap alatt az apróhirdetési portálok piacának globális meghatározó szereplője lett.
A 2015-ös adatok alapján a cég 9 országban van jelen, adatfeldolgozói kutatói munkája jelentős, jelenlegi fő tevékenysége írott szöveges tartalmak automatikus kategorizálása. A cég működése során az üzleti sikerek mellett számos díjat nyert, így 2015-ben a Deutsche Telekom Innovation Contest világverseny 10 legjobb startup cége közé került, a magyar kormány részéről A hónap startup vállalkozása elismerő díjat kapta.